# Kościół Matki Bożej Anielskiej i klasztor Franciszkanów w Grodnie
Kościół Matki Bożej Anielskiej i klasztor franciszkanów w Grodnie (biał. Касцёл Маці Божай Анёльскай і кляштар францысканцаў) – zespół klasztorny franciszkanów, położony na zaniemeńskim Rynku, na lewym brzegu rzeki Niemen, przepływającej przez Grodno. Obiekt zbudowano w pobliżu miejsca przeprawy przez rzekę, które łączyło drogi prowadzące z Korony na Litwę. Kościół i klasztor tworzą zamknięty dziedziniec w formie nieregularnego czworoboku i stanowią dziś jeden z pomników XVII-wiecznej architektury miejskiej Grodna.

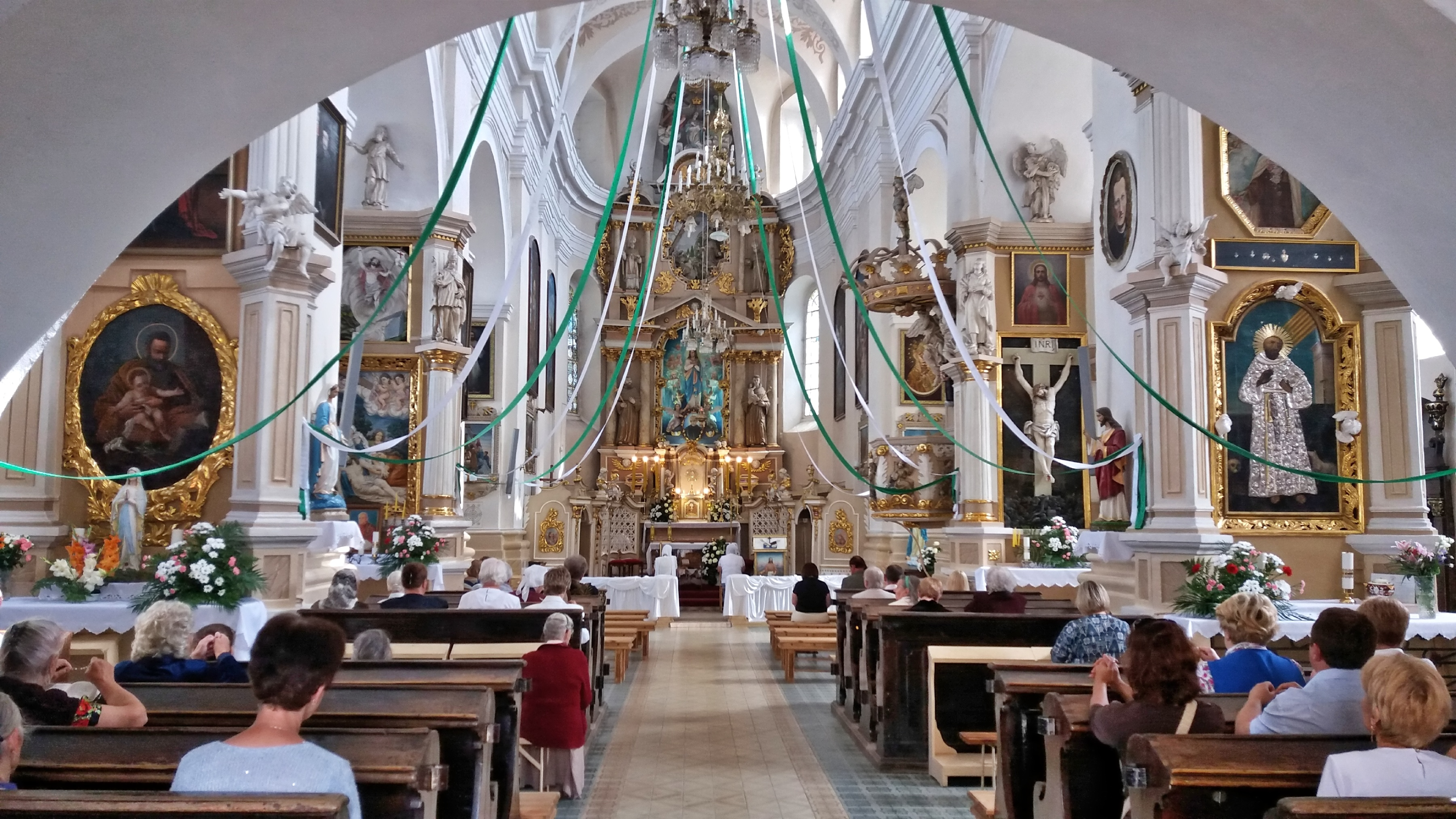
Parafianie na modlitwie

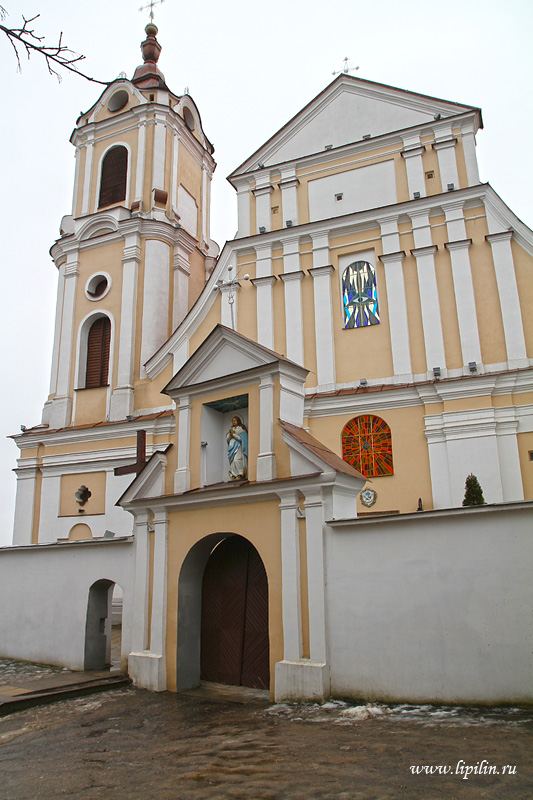
Fasada i barokowa wieża

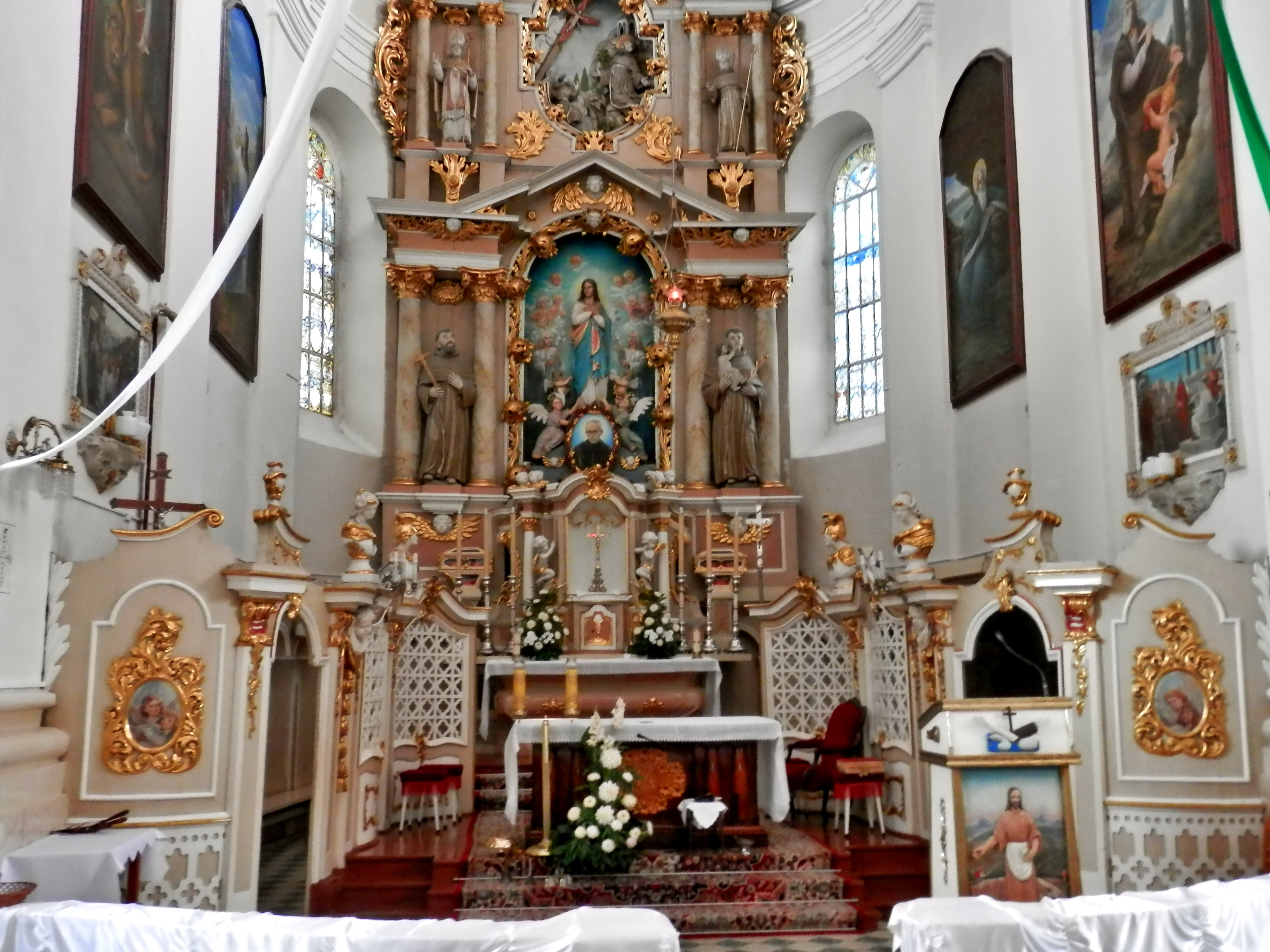
Ołtarz główny z końca XVII w.

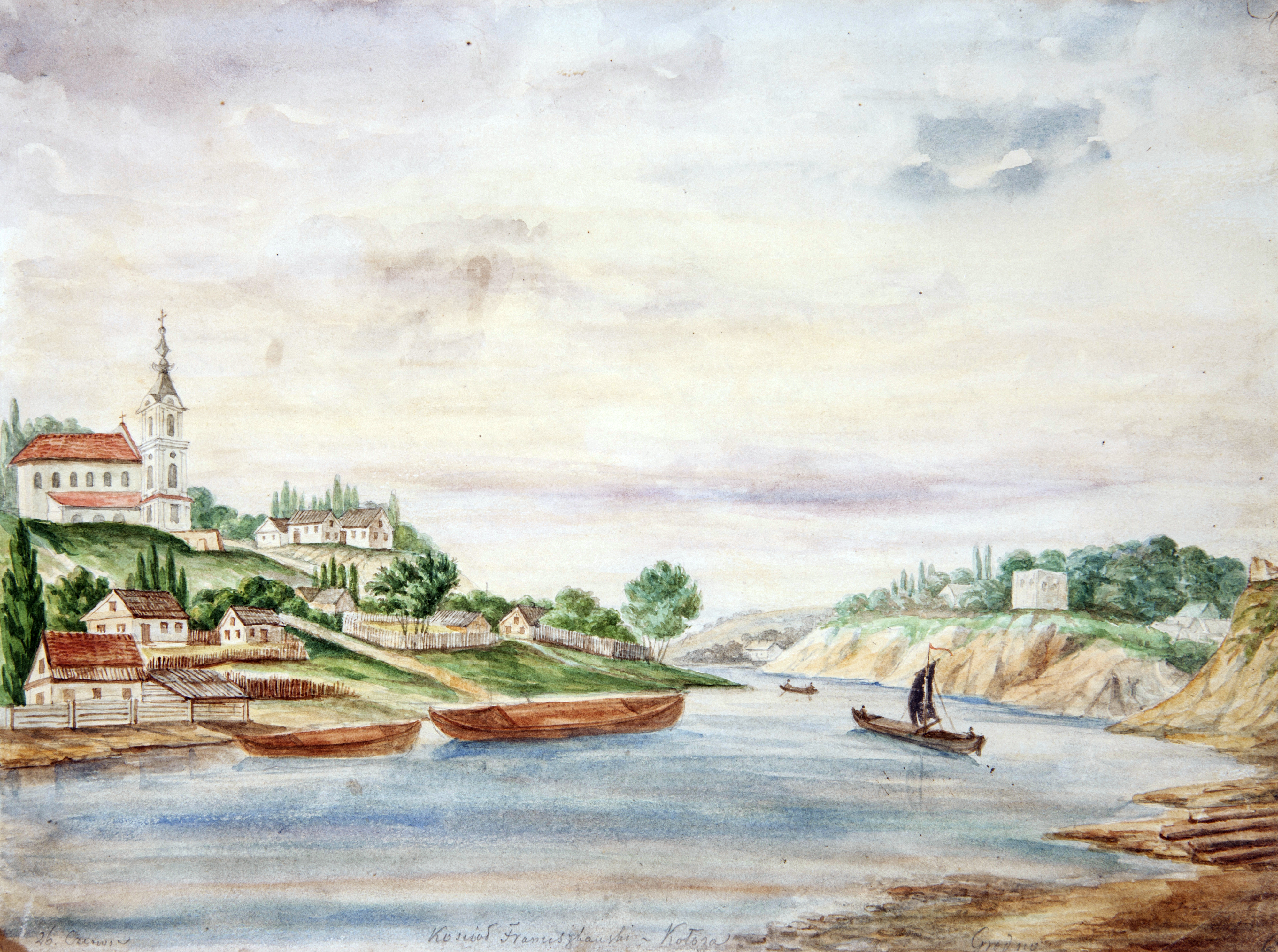
Kościół na rycinie N. Ordy

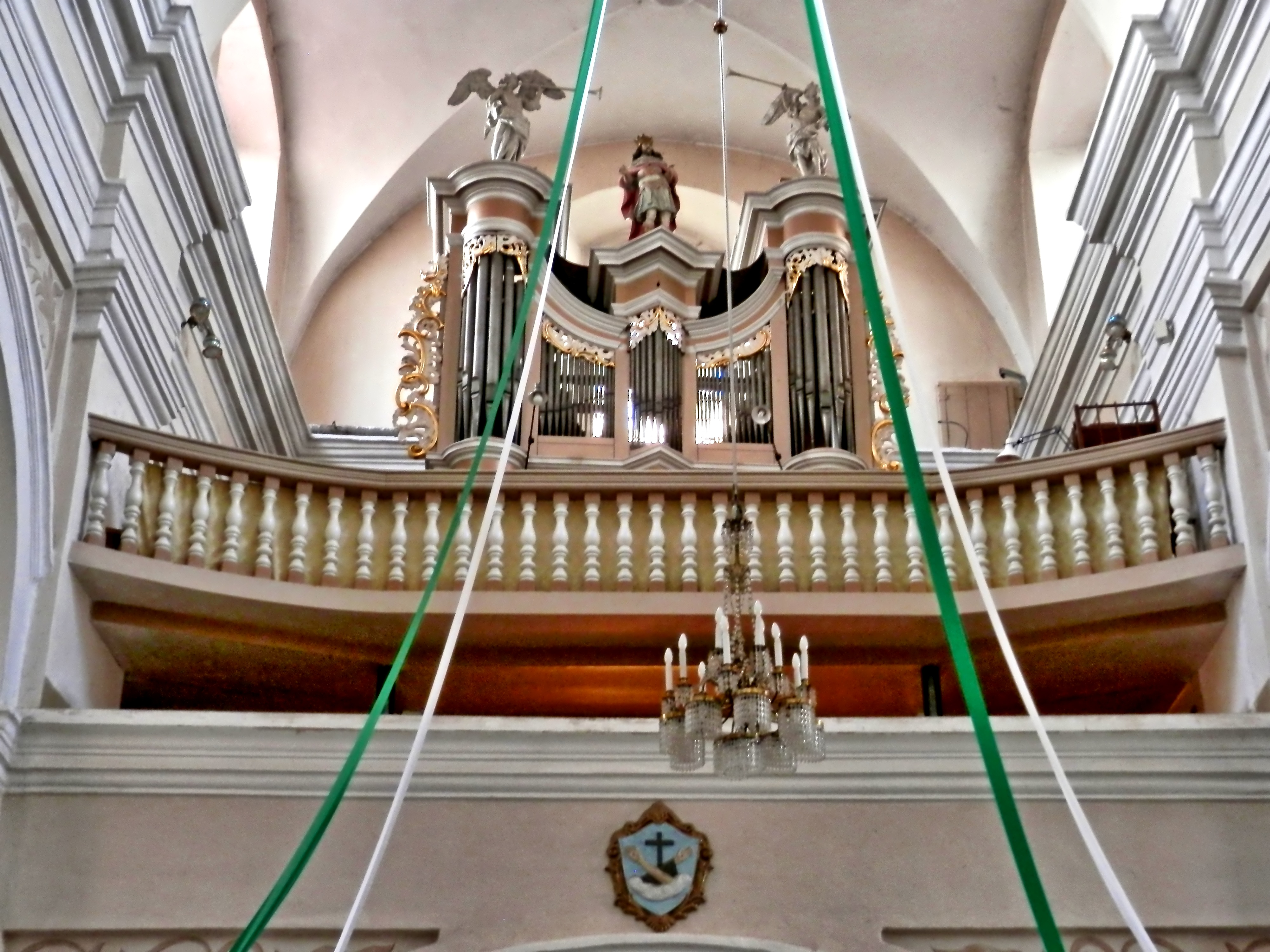
Organy na chórze kościelnym

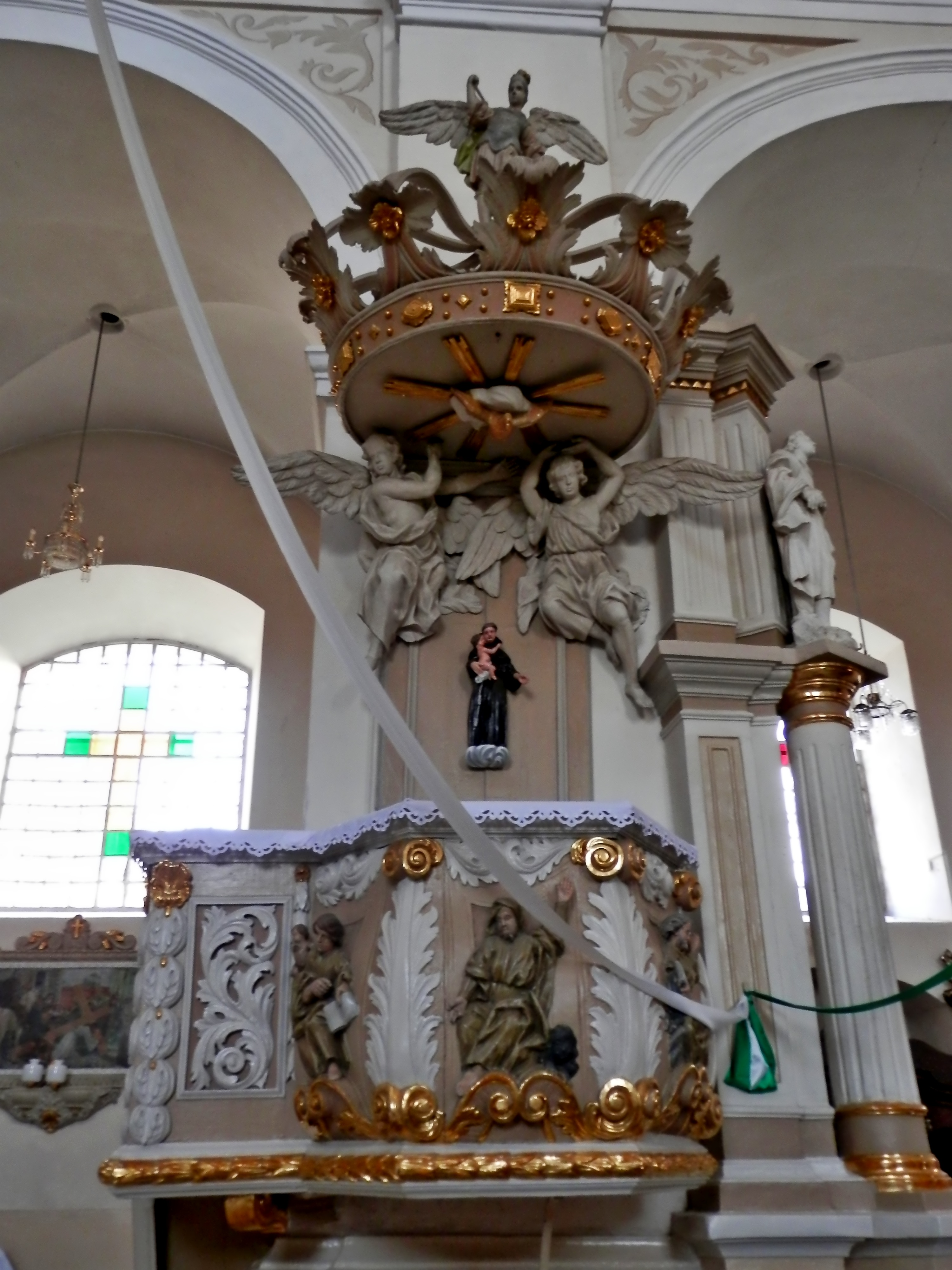
Rokokowa ambona

## Fundacja i budowa
Fundatorem klasztoru franciszkańskiego w Grodnie był starosta upicki Eustachy Kurcz i jego żona Zuzanna z Tyszkiewiczów. Drewniany klasztor na planie czworoboku posiadał 24 cele zakonne. W 1635 r. zbudowano przylegający do klasztoru niewielki, drewniany kościółek pod wezwaniem Matki Bożej Anielskiej. Podczas najazdu wojsk moskiewskich w latach 1659-1661 klasztor był obrabowany, ale nie został zniszczony.
Niedługo przed 1675 r. rozpoczęto budowę murowanej trzynawowej świątyni z półkolistą absydą. Do 1675 r. wzniesiono prezbiterium i zakrystię. W 1679 r. wzniesiono ściany korpusu kościoła, jednak wkrótce prace uległy spowolnieniu i jeszcze w 1691 r. kościół nie był ukończony. W 1700 r. ukończono budowę fasady. W tym samym r. odnotowano istnienie ołtarza głównego, który ufundował gwardian Franciszek Olszewski. W maju 1744 r. ustanowiono parafię, a 22 października tego roku biskup inflancki Józef Dominik Puzyna konsekrował kościół.
W latach 1749–1750 zbudowano czworoboczną dzwonnicę w stylu związanym z warszawskim środowiskiem architektonicznym saskiego Bauamtu. Sugeruje to, że projektantem dzwonnicy mógł być Johann Georg Möser uczestniczący w budowie Nowego Zamku. W dzwonnicy zawieszono trzy dzwony i zegar. Pierwszym proboszczem mianowano o. Antoniego Olechnowicza.
Kościół został odnowiony dzięki wsparciu kasztelanowej mścisławskiej Konstancji z Jundziłłów Łazowej, która ufundowała też w 1750 r. najstarszy istniejący obecnie na Białorusi prospekt organowy w stylu późnobarokowym. Organy wykonał organmistrz Mateusz Krajewski. W 1759 r. pod ołtarzem św. Joachima wykonano kryptę Konstancji Łazowej zamkniętą płytą z herbem Łabędź.
Razem z kościołem w latach 80. XVII wieku wznoszono także murowany klasztor, którego ranga wzrosła po utworzeniu w 1686 r. franciszkańskiej prowincji litewskiej. Klasztor stał się wówczas siedzibą kustodii grodzieńskiej, do której należało kilka okolicznych klasztorów, m.in. w Drohiczynie i Świsłoczy.
Główne wejście prowadziło w pn. szczycie frontowego skrzydła zachodniego. W 1757 r. na klasztorze położono nowy dach kryty dachówką. W latach 1760–1765 dzięki pomocy finansowej Konstancji Łazowej wzniesiono trzecie skrzydło klasztoru zamykające wschodni bok klasztornego czworoboku.

## Architektura kościoła
Dwukondygnacjowy ołtarz główny z około 1694-1697 r., podobnie jak też cały kościół franciszkański, dedykowano Matce Bożej Anielskiej. W niższej kondygnacji znajdowało się bogato zdobione tabernakulum, wyzłacane w środku. Powyżej niego przedstawiona została scena koronacji Matki Bożej, którą otaczali aniołowie. Natomiast w górnej kondygnacji ołtarza umieszczono scenę stygmatyzacji św. Franciszka z Asyżu.
W 1953 r. przekształcono układ ołtarza zmieniając układ rzeźb, przestawiając płaskorzeźbę Koronacja Marii z centralnej części na zwieńczenie ołtarza, skąd usunięto figurę Niepokalanej, obecnie ustawioną w centralnej niecce. Rzeźby dwóch świętych franciszkańskich biskupów, usunięto ze szczytów przęseł bocznych i są teraz w ołtarzu św. Antoniego.
Za ołtarzem głównym i po bokach usytuowany został chór zakonny ze stallami z 2 połowy XIX wieku. Prezbiterium od naw kościoła odgrodzone jest półkolistą, dębową balustradą komunijną z końca XIX wieku. Pełniła ona jednocześnie funkcję stołu komunijnego dla wiernych, uczestniczących w nabożeństwach. Przegroda chóru zakonnego pochodzi z 1753 r. Nawę główną świątyni przykrywało sklepienie krzyżowe, natomiast nawy boczne – sklepienia kolebkowe.
W nawach bocznych ustawiono osiem murowanych ołtarzy z 1878 r. z drewnianymi rzeźbami z poprzednich ołtarzy z 1 połowy XVIII wieku. Były one dedykowane: Matce Bożej Anielskiej, Jezusowi Ukrzyżowanemu, św. Franciszkowi, św. Antoniemu, św. Bonawenturze, Matce Bożej Bolesnej, św. Józefowi Oblubieńcowi NMP oraz św. Michałowi Archaniołowi.
Rokokową ambonę sprzed 1736 r. zdobiły rzeźby czterech Ewangelistów, z efektownym baldachimem zwieńczonym figurą św. Michała Archanioła. Cały kościół wyłożony został marmurową posadzką. Pod nią umieszczono grobowce, w których chowano zarówno zmarłych franciszkanów, jak i znaczniejszych dobrodziejów klasztoru i kościoła (np. Jundziłłów, księcia Ogińskiego). Konfesjonały intarsjowane pochodzą z około 1790 r. Efektowne ławki pochodzą z około 1778 r.

## Kościół i klasztor w XIX-XX wieku
W 1813 r. klasztor zamieniono na skład amunicji, co doprowadziło do jego zrujnowania odnotowanego w 1818 r. Trzy lata później przeprowadzono odbudowę. Obok kościoła i klasztoru funkcjonował m.in. przytułek dla bezdomnych (w 1830 r. mieszkały w nim trzy kobiety). W czasie pożaru 22 kwietnia 1832 r. przytułek spłonął i nie został już odbudowany.
Po upadku powstania styczniowego w 1864 r., kompleks franciszkański pełnił przez wiele lat funkcję rosyjskiego więzienia dla polskich księży i zakonników, skazanych za działalność patriotyczną. 
W latach 1877–1878 ojciec Celestyn Steckiewicz z własnych środków naprawił dach kościoła, otynkował fasadę i wstawił sześć nowych murowanych ołtarzy, do których wstawiono rzeźby z poprzednich ołtarzy z 1 poł. XVIII wieku. W 1884 r. ksiądz I. Głowacki kupił na własny koszt nowe 17-głosowe organy, które wykonał Wacław Przybyłowicz w Płocku. Podczas wojny polsko-bolszewickiej w 1920 r. zginął miejscowy gwardian i proboszcz – o. Błażej Justwan, rozstrzelany przez bolszewików wraz z grupą swych parafian.
W latach 1922–1927 w klasztorze grodzieńskim pracował św. Maksymilian Maria Kolbe, zarówno udzielając się duszpastersko, jak też rozwijając działalność wydawniczą (redakcja i druk miesięcznika Rycerz Niepokalanej, przeniesionego tu z Krakowa jesienią 1922 r.). W 1930 r. powstały witraże.
Po zdobyciu Grodna przez wojska sowieckie we wrześniu 1939 r. pod murem klasztoru Rosjanie rozstrzeliwali wziętych do niewoli polskich żołnierzy. Jeszcze w 1939 r. władze sowieckie odebrały zakonnikom budynek klasztorny, zamieniając go na szpital (najpierw wojskowy, później miejski). W 1943 r. na fortach w Naumowiczach został rozstrzelany proboszcz i gwardian – o. Dionizy Klimczak.
Po 1945 r. jako jedyny z franciszkanów pozostał przy kościele ojciec Arkadiusz Waltoś, który włożył wiele wysiłku w utrzymanie kościoła. Po wojnie przez pewien czas parafię obsługiwali księża diecezjalni. W latach 1988–1989 proboszczem parafii był ks. Tadeusz Kondrusiewicz, od 2007 r. metropolita mińsko-mohylewski. W 1989 r. franciszkanie powrócili do Grodna, obejmując na powrót opieką duszpasterską swój kościół.

## Czasy najnowsze
W 1994 r. odbyły się w Grodnie międzynarodowe uroczystości kościelne z racji 100-lecia urodzin św. Maksymiliana, który pracował w tym miejscu przez 5 lat. Przy tej okazji cywilne władze Grodna zezwoliły franciszkanom na wynajem kilku pomieszczeń swojego własnego klasztoru, odebranego im przez bolszewików. Są one wykorzystywane w miejscowej działalności duszpasterskiej. Całkowicie odzyskać swój klasztor od władz białoruskich franciszkanie do tej pory nie są w stanie.
2 stycznia 2005 r. abp Tadeusz Kondrusiewicz dokonał aktu koronacji papieskimi koronami obrazu Matki Bożej Trzykroć Przedziwnej. Wspomniane korony zostały pobłogosławione przez papieża Jana Pawła II w dniu 9 września 2004 r. Przed koronowanym obrazem Matki Bożej we franciszkańskim kościele przychodzi modlić się wielu wiernych z Grodna i okolic. Świątynia jest również miejscem święceń kapłańskich franciszkańskich zakonników, pochodzących z terenu Grodna i okolic.
13 czerwca 2020 r. do użytku wiernych w kościele została oddana nowa kaplica adoracji. Została ona ulokowana w wieży, przylegającej do kościoła, w pomieszczeniu pod dzwonami. Kaplicę dedykowano słudze Bożemu o. Józefowi Melchiorowi Fordonowi, przenosząc do niej doczesne szczątki tego zasłużonego dla Grodna franciszkanina. Oficjalnego otwarcia i poświęcenia wspomnianej kaplicy dokonał bp Aleksander Kaszkiewicz, ordynariusz grodzieński.

## Linki i teksty źródłowe
- Świątynie Grodna. Kościół Matki Bożej Anielskiej (franciszkański)
- Katalog franciszkańskiej prowincji MB Niepokalanej w Polsce (Grodno, s. 178-180). Wydawnictwo Michalineum, Marki 2000
- Warszawska prowincja franciszkanów (OFMConv.) – placówka w Grodnie
- Zdzisław Gogola, Dzieje franciszkańskiej Prowincji św. Antoniego i bł. Jakuba Strzemię 1918 – 1939. Wydawnictwo UNUM, Kraków 2011, ISBN 978-83-7643-072-0
- Architektura kościoła franciszkanów w Grodnie (skrót)
- Arturo Giuseppe Saliba OFMConv, I Francescani Conventuali in Russia e Lituania. Documentazione storica (sec. XIII-XX). Convento san Francesco, Rabat - Malta 2002, ISBN 99932-0-186-3
- Гродна — парафія Маці Божай Анёльскай (францішканскі касцёл) – Kościół franciszkanów pw. Matki Bożej Anielskiej w Grodnie (str. w jęz. białoruskim)
- Wnętrze świątyni franciszkańskiej w Grodnie
- Archiwalne widoki kościoła w bibliotece Polona